# Рівербенд (Вашингтон)
Рівербенд (англ. Riverbend) — переписна місцевість (CDP) в США, в окрузі Кінг штату Вашингтон. Населення — 2123 особи (2020).

## Географія
Рівербенд розташований за координатами 47°27′52″ пн. ш. 121°44′59″ зх. д. / 47.46444° пн. ш. 121.74972° зх. д. (47.464503, -121.749845).  За даними Бюро перепису населення США в 2010 році переписна місцевість мала площу 7,80 км², з яких 7,62 км² — суходіл та 0,19 км² — водойми.

## Демографія
Згідно з переписом 2010 року, у переписній місцевості мешкали 2132 особи в 791 домогосподарстві у складі 608 родин. Густота населення становила 273 особи/км².  Було 843 помешкання (108/км²).
Расовий склад населення:
| - 93,2 % — білих - 1,6 % — азіатів - 1,2 % — корінних американців - 0,5 % — чорних або афроамериканців - 0,4 % — вихідців з тихоокеанських островів |

До двох чи більше рас належало 2,7 %. Частка іспаномовних становила 3,6 % від усіх жителів.
За віковим діапазоном населення розподілялося таким чином: 24,3 % — особи молодші 18 років, 69,3 % — особи у віці 18—64 років, 6,4 % — особи у віці 65 років та старші. Медіана віку мешканця становила 39,9 року. На 100 осіб жіночої статі у переписній місцевості припадало 101,1 чоловіків;  на 100 жінок у віці від 18 років та старших — 99,6 чоловіків також старших 18 років.
Середній дохід на одне домашнє господарство  становив 106 695 доларів США (медіана — 97 394), а середній дохід на одну сім'ю — 119 073 долари (медіана — 111 042). За межею бідності перебувало 12,3 % осіб, у тому числі 26,6 % дітей у віці до 18 років та 0,0 % осіб у віці 65 років та старших.
Цивільне працевлаштоване населення становило 1239 осіб. Основні галузі зайнятості: освіта, охорона здоров'я та соціальна допомога — 21,2 %, транспорт — 13,9 %, виробництво — 11,3 %, роздрібна торгівля — 8,8 %.